# 劉世魁
劉世魁（1508年—？），字伯春，號龙潭，四川成都府雙流縣人，民籍，明朝政治人物。

## 生平
嘉靖十六年（1537年）丁酉科四川鄉試第六名舉人。嘉靖二十六年（1547年）中式丁未科會試第三百名，登第三甲第四十七名進士。刑部觀政，授中书舍人，二十九年选授山東道試監察御史，三十年三月實授，巡按陕西，三十七年出任湖广德安府知府。

## 家族
曾祖劉添鍾；祖父劉文璧；父劉朝鳳，母牛氏。